# شهرستان تخته‌موکایسکی
شهرستان تخته‌موکایسکی (به لاتین: Takhtamukaysky District) یک شهرستان در روسیه است که در آدیغیه واقع شده‌است.